# 塔布阿杜
塔布阿杜是葡萄牙波尔图区的一个堂区。总面积8.64平方公里，总人口1387人，人口密度160.5人/平方公里。